# Nazareth (album)
Pour les articles homonymes, voir Nazareth (homonymie).
Albums de Nazareth
Exercises
(1972)
Nazareth est le titre éponyme du premier album du groupe de hard rock écossais Nazareth, sorti en janvier 1971 sur le label britannique Pegasus.

## Nazareth
1. Witchdoctor Woman (Pete Agnew, Manny Charlton, Dan McCafferty, Darrell Sweet) [4 min 07 s]
2. Dear John (Pete Agnew, Manny Charlton, Dan McCafferty, Darrell Sweet) [3 min 46 s]
3. Empty Arms, Empty Heart (Pete Agnew, Manny Charlton, Dan McCafferty, Darrell Sweet) [3 min 14 s]
4. I Had A Dream (Pete Agnew, Manny Charlton, Dan McCafferty, Darrell Sweet) [3 min 22 s]
5. Red Light Lady (Parts 1 & 2) (Pete Agnew, Manny Charlton, Dan McCafferty, Darrell Sweet) [5 min 59 s]
6. Fat Man (Pete Agnew, Manny Charlton, Dan McCafferty, Darrell Sweet) [3 min 25 s]
7. Country Girl (Pete Agnew, Manny Charlton, Dan McCafferty, Darrell Sweet) [4 min 04 s]
8. Morning Dew (Bonnie Dobson, Tim Rose) [7 min 05 s][1]
9. The King Is Dead (Pete Agnew, Manny Charlton, Dan McCafferty, Darrell Sweet) [4 min 44 s]

## Musiciens
- Dan McCafferty (chant)
- Manuel Charlton (guitare, chœurs)
- Pete Agnew (basse, guitare, chœurs, chant "4")
- Darrell Sweet (batterie, chœurs)

## Musiciens additionnels
- Pete Wingfield (piano sur 2, 7)
- Dave Stewart (harmonium sur 4, orgue sur 5)
- B. J. Cole (guitare slide sur 8)
- Pete York (congas, Quijada, tambourin sur 9)
- Colin Fretcher (arrangements cordes et des cuivres sur 5, 9)

## Crédits
- Produit par David Hitchcock pour Gruggy Woof
- Enregistré et mixé à Trident par Roy Thomas Baker
- Photographies : Jim Wilson